# (15807) 1994 GV9
(15807) 1994 GV9 est un objet transneptunien faisant partie des cubewanos.

## Description
(15807) 1994 GV9 a été découvert le 15 avril 1994 dans un des observatoires du Mauna Kea, un ensemble d'observatoires astronomiques indépendants, situés au sommet du volcan Mauna Kea sur l'île d'Hawaï, par David Jewitt et Jun Chen.

### Caractéristiques orbitales
L'orbite de ce transneptunien est caractérisée par un demi-grand axe de 44,3 UA, un périhélie de 41,34 UA, une excentricité de 0,06 et une inclinaison de 0,56° par rapport à l'écliptique. Du fait de ces caractéristiques, à savoir un demi-grand axe supérieur à 30,1 UA, il évolue au-delà orbites de l'orbite de Neptune et est classé comme planète mineure distante de type objet transneptunien,

### Caractéristiques physiques
(15807) 1994 GV9 a une magnitude absolue (H) de 7,32 et un albédo estimé à 0,160.